# Bayou Bend Collection and Gardens
La collection et les jardins de Bayou Bend (en anglais Bayou Bend Collection and Gardens) se trouvent dans le quartier de River Oaks, à Houston. Ils font partie du Musée des Beaux-Arts de Houston et présentent aux visiteurs des collections d'art décoratifs, de peintures et de meubles. Bayou Bend est l'ancienne demeure de la philanthrope Ima Hogg. Elle fut inscrite au Registre national des lieux historiques (Registre national des lieux historiques) en 1979. La maison est l'œuvre de l'architecte John F. Staub et fut construite en 1927-1928 pour Ima Hogg et ses frères, William C. et Michael Hogg. En 1957, Ima Hogg fit don de sa demeure et de ses collections au musée des Beaux-Arts de Houston. Bayou Bend ouvrit ses portes au public en 1966.